# Kazimierz Zieleniewski
 (mars 2016).
Si vous disposez d'ouvrages ou d'articles de référence ou si vous connaissez des sites web de qualité traitant du thème abordé ici, merci de compléter l'article en donnant les références utiles à sa vérifiabilité et en les liant à la section « Notes et références ».
Kazimierz Zieleniewski  naît à Tomsk, en Sibérie, en 1888, fils d’exilés polonais et exilé lui-même. Peintre et aquarelliste, il meurt à Naples en 1931. 

## Biographie
Il quitte la Russie pour étudier la philosophie et la botanique, et fréquente les Universités de Cracovie, de Genève et de Paris. Successivement il fréquente l’Académie des Beaux-Arts à Cracovie. Il a comme professeur Wojciech Weiss , l’artiste qui introduit les principes de la Sécession viennoise dans l’art polonais. Il étudie aussi peinture et gravure sous la direction de Jòzef Pankiewicz et travaille avec Kuncek pour la sculpture. À Vienne il étudie avec Jungwirt  et  Schmidt. 
Aux expositions annuelles de l’Académie d’Art de Cracovie il reçoit médailles, prix et récompenses, parmi lesquelles une bourse qui consiste en un voyage d’étude en Italie : de Vienne il se rend à Venise, Florence, Rome, Naples et Capri où il séjourne à  plusieurs reprises. Il expose en Europe aussi bien qu’en Russie: à l’Exposition de peinture organisée par la Société des Amis des Beaux-Arts à Tomsk, il reçoit par exemple, le Prix du Jury dans la section Peinture. Dans les années 1910, il est en Italie, à Capri, où il rencontre celle qui sera sa femme. Ils voyageront dans de nombreux pays : Suède, France, Autriche, Suisse, Russie, Chine, Japon et, en Italie, ils se rendront à Naples, à Syracuse..... 
Pendant le séjour au Japon, Kazimierz Zieleniewski travaille et expose. Le groupe des peintres de Tokyo appelé Nika-Kai (La Société des Artistes Japonais créée en 1914 par un groupe de jeunes artistes d’avant-garde) admire sa peinture. En 1920 et en 1925 il exposera avec le groupe, reçoit un prix et il est sélectionné pour être admis comme membre de la Nika-Kai. Ses travaux seront continuellement exposés au japon par la société, y compris après la mort de l’artiste (1931). 
Il organise à Kyoto une exposition de ses propres œuvres, y ouvre une école de peinture, s’y fait des amis, apprend la langue japonaise qu’il parle et qu’il écrit. Avec un ami, peintre japonais, H. Ishii,  il expose  aussi à Shangai au Palace Hotel, en mai 1919.  
En 1920, il revient en France, à Paris où il ouvre un petit atelier au cœur du quartier du Montparnasse. Il fréquente le quartier Latin, rendez-vous des artistes étrangers slaves, scandinaves, hollandais, tchèques… le groupe est surnommé L’École de Paris ; mais  K. Zieleniewski y reste un solitaire, comme l’a défini Louis Vauxcelles dans la présentation de l’un de ses catalogues. 
Il peint des huiles et des aquarelles : paysages, portraits, natures mortes…Paris, le Sud de la France (la Drome et l’Ardèche) sont les toiles de fond de sa  peinture. Ses œuvres font partie des collections de grands collectionneurs, ses admirateurs : collections  G. Monod, A. Potocki… 
Il participe à plusieurs expositions collectives, à la Galerie Champigny, à la Galerie du Taureau, à la Galerie d’Art de La Grande Maison de Blanc, au Salon des Indépendants. La Galerie d’Art (et Éditions d’Art) Bernheim-Jeune (rue du Faubourg Saint-Honoré) organise par deux fois une exposition personnelle de ses œuvres en 1927 et en 1929. 
En 1929, il tombe malade. Il reste paralysé pendant deux années ; la famille retourne en Italie (en Sicile et en Campanie) où Kazimierz meurt, à Naples, en 1931.